# Ramon IV de Trípoli
Ramon IV de Trípoli o Ramon d'Antioquia (?-mort el 1199), fou comte de Tripoli del 1187 al 1189 i príncep regent d'Antioquia del 1193 al 1194. Era el fill gran de Bohemon III príncep d'Antioquia, i d'Orgullosa d'Harenc.

## Biografia
El comte Ramon III de Trípoli va morir el 1187, sense fills, i li va llegar el seu comtat. Al cap de dos anys, el seu pare, Bohemon III, va preferir que Ramon estigués a la seva cort d'Antioquia, i aquest va deixar el comtat de Trípoli al seu germà Bohemon I de Trípoli (que després fou Bohemon IV d'Antioquia).
El seu pare entrà en disputa amb el rei d'Armènia Menor a causa del castell de Bagras, que l'armeni havia conquerit als musulmans, però que anteriorment havia estat propietat del principat d'Antioquia i, per tant el reclamà. Lleó II d'Armenia no solament no li tornà Bahgras sinó que a més l'empresonà fent-li creure que el cridava per discutir la qüestió. Durant la captivitat del seu pare, Ramon fou regent del Principat d'Antioquia. Per alliberar-lo el rei armeni li demanà a canvi el govern d'Antioquia, i aquest accedí, però la ciutat, constituïda en comuna sota la direcció del patriarca Eimeric de Llemotges, es va negar a fer el que els demanaven. Els digueren que la comuna d'Antioquia, només reconeixia l'autoritat de Ramon fins al retorn de Bohemon. La solució a aquesta crisi va venir amb el matrimoni entre Ramon i una princesa armènia. Per casar-se demanaren permís al rei de Jerusalem Enric I, el qual consentí quan l'oncle d'Alícia alliberà al pare de Ramon, el príncep Bohemon III.
Ramon es va casar cap al 1195 amb Alícia d'Armènia, neta de Lleó II, filla de Rubèn III d'Armènia, amb qui va ser pare de:
- Ramon Rupen d'Antioquia (1199 † 1221)

Ramon va morir l'any 1199.